# Hans Olsson
Hans Olsson (ur. 27 sierpnia 1984 w Mora) – szwedzki narciarz alpejski, dwukrotny medalista mistrzostw świata i mistrz świata juniorów.

## Kariera
Po raz pierwszy na arenie międzynarodowej pojawił się 6 stycznia 2000 roku w Trondheim, gdzie w zawodach FIS Race zajął 60. miejsce w gigancie. W 2003 roku wystartował na mistrzostwach świata juniorów w Briançonnais, gdzie jego najlepszym wynikiem było dziesiąte miejsce w kombinacji. Na rozgrywanych rok później mistrzostwach świata juniorów w Mariborze zdobył złoty medal w zjeździe.
W zawodach Pucharu Świata zadebiutował 6 marca 2004 roku w Kvitfjell, gdzie nie ukończył zjazdu. Pierwsze pucharowe punkty wywalczył 11 grudnia 2005 roku w Val d’Isère, zajmując 13. miejsce w superkombinacji. Na podium zawodów tego cyklu po raz pierwszy stanął 29 listopada 2008 roku w Lake Louise, kończąc zjazd na trzeciej pozycji. W zawodach tych wyprzedzili go jedynie Włoch Peter Fill i Carlo Janka ze Szwajcarii. Jeszcze jeden raz stanął na podium, 11 marca 2009 roku w Åre ponownie był trzeci w zjeździe. Najlepsze wyniki osiągnął w sezonie 2008/2009, kiedy zajął ósme jedenaste w klasyfikacji generalnej.
Na mistrzostwach świata w Åre w 2007 roku wspólnie z kolegami i koleżankami wywalczył srebrny medal w zawodach drużynowych. Podczas rozgrywanych cztery lata później mistrzostw świata w Garmisch-Partenkirchen w tej samej konkurencji zdobył brązowy medal. Był też między innymi siedemnasty w superkombinacji na mistrzostwach świata w Val d’Isère w 2009 roku. W 2010 roku wystartował na igrzyskach olimpijskich w Vancouver, zajmując dwunaste miejsce w zjeździe.

## Osiągnięcia

### Igrzyska olimpijskie
| Miejsce | Dzień     | Rok  | Miejscowość | Konkurencja     | Czas biegu  | Strata  | Zwyciężczyni       |
| ------- | --------- | ---- | ----------- | --------------- | ----------- | ------- | ------------------ |
| 12.     | 15 lutego | 2010 | Vancouver   | Zjazd           | 1:54,31 min | +0,87 s | Didier Défago      |
| DNF1    | 19 lutego | 2010 | Vancouver   | Supergigant     | 1:30,34 min | -       | Aksel Lund Svindal |
| DNF2    | 21 lutego | 2010 | Vancouver   | Superkombinacja | 2:44,92 min | -       | Bode Miller        |
| DNS1    | 23 lutego | 2010 | Vancouver   | Gigant          | 2:37,83 min | -       | Carlo Janka        |

### Mistrzostwa świata
| Miejsce | Dzień     | Rok  | Miejscowość | Konkurencja          | Czas biegu  | Strata  | Zwycięzca           |
| ------- | --------- | ---- | ----------- | -------------------- | ----------- | ------- | ------------------- |
| 21.     | 6 lutego  | 2007 | Åre         | Supergigant          | 1:14,30 min | +1,22 s | Patrick Staudacher  |
| DNF     | 8 lutego  | 2007 | Åre         | Superkombinacja      | 2:28,99 min | -       | Daniel Albrecht     |
| 23.     | 11 lutego | 2007 | Åre         | Zjazd                | 1:44,68 min | +2,40 s | Aksel Lund Svindal  |
| 2.      | 18 lutego | 2007 | Åre         | Kombinacja drużynowa | -           | -       | Austria             |
| 33.     | 4 lutego  | 2009 | Val d’Isère | Supergigant          | 1:19,41 min | +6,48 s | Didier Cuche        |
| DNF     | 7 lutego  | 2009 | Val d’Isère | Zjazd                | 2:07,01 min | -       | John Kucera         |
| 17.     | 9 lutego  | 2009 | Val d’Isère | Superkombinacja      | 2:23,00 min | +4,46 s | Aksel Lund Svindal  |
| DNF1    | 9 lutego  | 2011 | Ga-Pa       | Superkombinacja      | 1:38,31 min | -       | Christof Innerhofer |
| 26.     | 12 lutego | 2011 | Ga-Pa       | Zjazd                | 1:58,41 min | +4,08 s | Erik Guay           |
| DNF1    | 14 lutego | 2011 | Ga-Pa       | Superkombinacja      | 2:54,51 min | -       | Aksel Lund Svindal  |
| 3.      | 16 lutego | 2011 | Ga-Pa       | Drużynowo            | -           | -       | Francja             |

### Mistrzostwa świata juniorów
| Miejsce | Dzień     | Rok  | Miejscowość  | Konkurencja | Czas biegu  | Strata  | Zwycięzca                      |
| ------- | --------- | ---- | ------------ | ----------- | ----------- | ------- | ------------------------------ |
| 25.     | 4 marca   | 2003 | Briançonnais | Zjazd       | 1:09,49 min | +1,69 s | Daniel Albrecht                |
| 32.     | 5 marca   | 2003 | Briançonnais | Supergigant | 1:17,10 min | +2,06 s | François Bourque               |
| 19.     | 7 marca   | 2003 | Briançonnais | Gigant      | 2:02,72 min | +2,35 s | Daniel Albrecht Mario Scheiber |
| 23.     | 8 marca   | 2003 | Briançonnais | Slalom      | 1:33,74 min | +7,34 s | Marc Berthod                   |
| 10.     | 8 marca   | 2003 | Briançonnais | Kombinacja  | 25,68 pkt   | ?       | Maria Riesch                   |
| DNF     | 10 lutego | 2004 | Maribor      | Zjazd       | 1:09,61 min | -       | Romed Baumann                  |
| 1.      | 12 lutego | 2004 | Maribor      | Supergigant | 1:17,49 min | -       | -                              |
| DNF2    | 13 lutego | 2004 | Maribor      | Gigant      | 2:17,40 min | -       | Jeffrey Harrison               |
| DNF2    | 14 lutego | 2004 | Maribor      | Slalom      | 1:33,33 min | -       | Raphael Fässler                |

### Puchar Świata

#### Miejsca w klasyfikacji generalnej
- sezon 2005/2006: 97.
- sezon 2006/2007: 53.
- sezon 2007/2008: 71.
- sezon 2008/2009: 37.
- sezon 2009/2010: 47.
- sezon 2010/2011: 59.
- sezon 2011/2012: 68.
- sezon 2013/2014: 91.
- sezon 2014/2015: 124.

#### Miejsca na podium w zawodach
1. Lake Louise – 29 listopada 2008 (zjazd) – 3. miejsce
2. Åre – 11 marca 2009 (zjazd) – 3. miejsce